# Porterandia puffii
Porterandia puffii là một loài thực vật có hoa trong họ Thiến thảo. Loài này được Zahid mô tả khoa học đầu tiên năm 2003.